# Bernardo Lobo de Sousa
Bernardo de Sousa Lobo (? -?) Presidente da província do Pará durante um dos períodos da Cabanagem, de 4 de dezembro de 1833 a 7 de janeiro de 1835.